# Саитов, Олег Элекпаевич
Оле́г Элекпа́евич Саи́тов (род. 26 мая 1974, Новокуйбышевск, Куйбышевская область, СССР) — российский боксёр и политик. Трёхкратный чемпион России (1996, 1997, 1999), двукратный олимпийский чемпион (1996, 2000), двукратный чемпион Европы (1998, 2004), чемпион мира (1997), Заслуженный мастер спорта России (1995), Обладатель Кубка Вэла Баркера (2000). Депутат Сахалинской областной Думы (с 2017). Первый российский боксёр, ставший и чемпионом мира и олимпийским чемпионом (1997) (вторым в 2000 году стал Александр Лебзяк, третьим, в 2004 году — Александр Поветкин, четвёртым, в 2012 году — Егор Мехонцев, пятым, в 2016 году — Евгений Тищенко). Первый российский боксёр, выигравший все титулы в любительском боксе (1998).

## Биография
Родился 26 мая 1974 года в городе Новокуйбышевске Куйбышевской области.
Профессиональных спортсменов в семье Олега Саитова никогда не было. Родители Олега были простыми людьми: отец Элекпай Ахметгареевич (по национальности татарин) работал шофёром, а мать Екатерина Николаевна была медсестрой. Но отец Саитова в молодости занимался борьбой и нередко рассказывал сыну о том, как спорт помогал ему за себя постоять. Эти истории Олег всегда слушал с большим интересом.
Но в спортивную секцию Олега привёл не отец, а старший брат Вадим, который уже серьёзно занимался боксом, и выполнил впоследствии норматив мастера спорта СССР. Первый значительный успех пришёл в 14 лет, когда Олег стал вторым на юношеском первенстве России. Своим первым тренером Саитов считает Константина Логинова. «Именно у него я начал по-настоящему работать и формироваться как боксёр», — говорит Саитов.
Окончив 8 классов, Олег пошёл учиться на автокрановщика в Профессиональное училище № 55 г. Новокуйбышевска Самарской области. Логинов тем временем уделял Олегу все меньше внимания — Олегу приходилось ездить на соревнования одному, а это выливалось в элементарное неприсуждение ему заслуженных побед.
Обжегшись несколько раз, Олег понял, что нужно что-то менять.

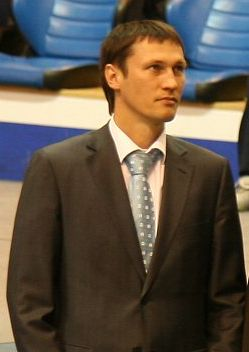

По совету брата и чемпиона Европы среди юниоров Дмитрия Корсуна он переехал в Жигулевск. Так в 16 лет у Олега Саитова началась самостоятельная жизнь.
В Жигулёвске Саитов в перерывах между тренировками учился на автослесаря. Новый тренер Олега Саитова — Игорь Петрович Уткин, Заслуженный тренер РСФСР, сразу понял, что перед ним перспективный и талантливый спортсмен. Причём со временем Игорь Петрович стал Олегу не только тренером, но и фактически вторым отцом.
После переезда в Жигулёвск Олег Саитов довольно быстро улучшил свои результаты — стал вторым на чемпионате Куйбышевской области среди взрослых.
Постепенно у Олега начал вырабатываться собственный стиль — умение выворачиваться из любой опасной ситуации, традиционное «кружение» вокруг соперника с последующим нагнетанием темпа и заключительной победной атакой. Позже своей сильнейшей стороной спортсмен назовёт умение защищаться и жалить, как оса.
В 1992 году Олег Саитов, представлявший сборную СНГ, стал победителем чемпионата Европы среди юниоров в весе 63,5 кг, проходившего в Эдинбурге, Шотландия. Как ни горячо болели шотландцы за своего земляка в бою против Олега, после трёх нокдаунов судья остановил бой ввиду явного преимущества Саитова. Обыграв ирландца, Олег вышел в полуфинал, где встретился с итальянцем. Победить этого соперника Олегу Саитову помогли свойственная ему выжидательная тактика. В финале он без труда одолел спортсмена из Германии.
Помимо золотой медали 18-летний Саитов уезжал из Шотландии с выполненным нормативом мастера спорта России международного класса.
В этом же 1992 году Олег Саитов выиграл чемпионат мира среди юниоров в столице Канады — Оттаве. На пути к финалу Саитов не оставил своим соперникам никаких шансов, буквально во всех боях посылая их в нокдауны. В Канаде его наградили Кубком лучшего боксёра мира и признали самым техничным боксёром первенства.
Потом были яркие победы, уже среди взрослых: на чемпионате СНГ 1993 года — 1 место (вес 63,5 кг) и чемпионате мира 1993 года в Финляндии — 3 место (вес 63,5 кг).
В 1994 году, когда Саитову было 20 лет, а за плечами — внушительный список громких побед, его одолела «звёздная болезнь». Сегодня Олег не любит говорить о том периоде — «тогда я очень много сделал такого, о чём сегодня просто неприятно вспоминать». Уткин, видя, что с любимым учеником происходит неладное, всячески пытался «вернуть его на землю», но безуспешно. В этом же году у Олега Саитова начался спад в спортивных достижениях — на чемпионате России он занял лишь 2 место, а на играх Доброй Воли, проходивших в Санкт-Петербурге, довольствовался лишь 3 местом.
Искать причины неудач в себе самом не хотелось — Олег был склонен винить во всем окружающие обстоятельства. У него есть универсальный рецепт победы: «Когда я еду на крупные турниры, стараюсь никого не осуждать и дарить людям как можно больше любви и добра. А то, что ты делаешь по отношению к другим, обязательно возвращается к тебе».
В 1995 году спортивная карьера Олега Саитова вновь пошла в гору. На чемпионате России он занял 2 место в весовой категории 67 кг.
Соответственно, вторым Олег шёл и в сборной России. Однако судьба распорядилась так, что на чемпионат мира в Германию, в Берлин поехал именно он. В Берлине Олег довольно легко дошёл до финала, но не смог обыграть кубинца, который победил по очкам. Между тем этот финал телевидение транслировало на весь мир — лёгкий и манёвренный стиль Саитова покорил многих.
В 1996 году Олег Саитов завоевал 1 место на чемпионате России, 3 место на чемпионате Европы в Дании и отправился на свою первую Олимпиаду.
В Атланту Саитов ехал как на праздник. Правда, мысли о победе он даже не допускал: «Я знал, что смогу сработать с людьми на равных, обхитрить… Но стать Олимпийским чемпионом было для меня чем-то нереальным, недосягаемым».
Не ожидали от Олега Олимпийского золота и в сборной России.
Самым трудным для Саитова был первый бой — ещё не пришло ощущение ринга, да и боксировать пришлось одной рукой — вторая была разбита. Но, несмотря ни на что, Олег Саитов победил в этом бою и взял высшую олимпийскую награду в своём весе 67 кг. «Когда понял, что я — чемпион, во мне как будто взорвалась бомба радости», — вспоминал позже Олег.
Саитов чемпион Олимпийских игр в Атланте 1996 года во втором полусреднем весе.
1997 год ознаменовался для Олега победой на чемпионате России и чемпионате мира, проходившем в столице Венгрии — Будапеште. На чемпионате мира Саитов провёл пять сложнейших боёв, в полуфинале нанёс поражение трёхкратному чемпиону мира кубинцу Эрнандесу. В финал же Олег вышел с тяжелейшими травмами обеих рук, но проявил мужество и все же завоевал золотую медаль.
В 1998 году Олег Саитов решил не сбавлять темпы и завоевал золото на чемпионате Европы в Минске.
В 1999 году вновь стал чемпионом России.
Вскоре после череды побед последних трёх лет у Олега наступил спад, пиком которого стал вылет из первого же круга чемпионата Европы-2000. На отборочных турах на Олимпийские игры в Греции Олег занял более привычное для спортсмена его уровня 1 место, но все равно мало кто верил, что он способен взять олимпийское золото в Сиднее. «С одной стороны, было обидно, а с другой стороны, — спокойнее. Ведь когда на тебя особо не рассчитывают, гораздо меньше волнуешься», — вспоминает Олег. В результате Саитов стал вторым после Бориса Лагутина двукратным олимпийским чемпионом в российском боксе и был признан самым техничным боксёром Олимпиады —увёз из Австралии самый престижный в мире бокса Кубок Вэла Баркера. До этого из российских и советских спортсменов этой чести в 1964 году был удостоен только Валерий Попенченко.
Олег Саитов чемпион Олимпийских игр в Сиднее 2000 года во втором полусреднем весе.
Понимая, что диплом слесаря 3-го разряда не сможет обеспечить его семью и осознавая необходимость получения высшего образования, вскоре после победы на XXVII Олимпиаде Олег поступил в Казанский государственный университет на факультет журналистики, который закончил в 2006 году.
На сегодняшний день Олег Саитов вполне может гордиться своим журналистским опытом. На одном из чемпионатов мира по боксу он попробовал себя в качестве комментатора нескольких боёв — те, кто слышал, отметили, что «попытка удалась».
Перу Олега Саитова принадлежит также ряд печатных работ по теме «Бокс против наркотиков». Загадывать на будущее Олег Саитов не любит, но совсем не исключает, что может стать спортивным журналистом или комментатором.
Олег Саитов обладает внушительным списком званий:
В 1995 году за спортивные достижения 1992 года, 1993 года и 1995 года ему было присуждено звание Заслуженного мастера спорта России.
В 1996 году Олег Саитов вошёл в лучшую десятку спортсменов России.
В 1996 году Олег Саитов был назван почётным гражданином города Жигулёвска.
В 1997 году Олег Саитов стал кавалером ордена Дружбы за победу на Олимпийских играх в Атланте и лучшим спортсменом России.
В 1998 году Олег Саитов получил приз «Фейр Плей» Олимпийского комитета России и комитета «Фэйр Плей» — «честная игра».
На Олимпиаду 2004 года в Афинах Олег ехал в качестве заслуженного фаворита. Если бы Саитов и в греческой столице смог завоевать высшую награду, то он бы стал всего четвёртым боксёром в истории, ставшим трёхкратным победителем игр. Но, к сожалению, надеждам на повторение результата Ласло Паппа, Теофило Стивенсона и Феликса Савона не суждено было сбыться. Олег начал турнир не очень уверенно, с трудом одержав победу над не самым сильным соперником. Однако в полуфинале Саитов всего в два очка проиграл казаху Бахтияру Артаеву, ставшему, в итоге, лучшим боксёром Игр.
Завоевав бронзу, Олег Саитов стал всего вторым боксёром в истории российского бокса, кто является обладателем двух золотых и одной бронзовой медали Олимпийских Игр. Кроме Олега подобными регалиями может похвастаться лишь великий Борис Лагутин.
Помимо философии, Олег увлекается музыкой — сочиняет и поёт свои песни. Игра на гитаре доставляет ему большое удовольствие. Он выпустил уже две аудиокассеты. Пишет Олег исключительно по вдохновению и связывать свою жизнь с шоу-бизнесом не собирается. Все свои песни Саитов посвящает близким людям.
Олег любит активный отдых на природе, баню. Кроме этого, он увлекается охотой, рыбалкой и игрой в шахматы.
Любимые виды спорта Олега Саитова помимо бокса — футбол, баскетбол, водные лыжи.
24 июня 2005 года губернатором Самарской области Константином Титовым Олег Саитов был назначен руководителем департамента физической культуры и спорта региона. В ходе реорганизации правительства Самарской области бывший губернатор Владимир Артяков 8 мая 2009 года назначил Олега Саитова на должность заместителя министра спорта, туризма и молодёжной политики Самарской области — руководителя департамента физической культуры и спорта, статс-секретаря министерства. Новый губернатор Самарской области Николай Меркушкин назначил Саитова и. о. министра спорта Самарской области.
С февраля 2013 года по февраль 2015 года — министр спорта Сахалинской области.
10 сентября 2017 года избран депутатом Сахалинской областной думы (председатель постоянного комитета Сахалинской областной Думы по спорту, туризму и молодёжной политике до декабря 2021).
Также является президентом федерации бокса Сахалинской области.
В 2021 году основал Общероссийское общественное движение «Здоровое Отечество» для патриотического и спортивного воспитания граждан.

## Награды

### Спортивные достижения
- Победитель чемпионата Европы среди юниоров (1992)
- Победитель чемпионата мира среди юниоров (1992)
- Победитель чемпионата СНГ (1993)
- Бронзовый призёр чемпионата мира (1993)
- Серебряный призёр чемпионата России (1994, 1995)
- Бронзовый призёр Игр доброй воли (1994)
- Серебряный призёр чемпионата мира (1995)
- Чемпион России (1996, 1997, 1999)
- Бронзовый призёр чемпионата Европы (1996)
- Чемпион мира (1997)
- Чемпион Европы (1998, 2004)
- Двукратный олимпийский чемпион (1996, 2000)
- Обладатель Кубка Вэла Баркера
- Бронзовый призёр Олимпийских Игр 2004 в Афинах

### Прочие награды
- Орден «За заслуги перед Отечеством» IV степени (9 июня 2001 года) — за большой вклад в развитие физической культуры и спорта, высокие спортивные достижения на Играх XXVII Олимпиады 2000 года в Сиднее[8]
- Орден Дружбы (6 января 1997 года) — за заслуги перед государством и высокие спортивные достижения на XXVI летних Олимпийских играх 1996 года[9]
- Благодарность Президента Российской Федерации (26 октября 2023 года) — за активное участие в подготовке и проведении общественно значимых мероприятий[10]
- Почётная грамота Министерства спорта Российской Федерации, 2013
- Грамота Президента Российской Федерации, 2014
- Благодарственное письмо депутата Государственной Думы Федерального Собрания Российской Федерации, 2017
- Юбилейная медаль Русской Православной Церкви «100-летие восстановления Патриаршества в Русской Православной Церкви», 2018[11]

## Близкие
- Отец — Саитов Элекпай Ахметгареевич (1944—1997)
- Мать — Саитова Екатерина Николаевна, 1947 года рождения
- Супруга — Саитова Екатерина Александровна, 1983 года рождения
- Дочь — Саитова София Олеговна, 2001 года рождения
- Сын — Саитов Илья Олегович, 2003 года рождения
- Сын — Саитов Лаврентий Олегович, 2008 года рождения
- Дочь — Саитова Елизавета Олеговна, 2011 года рождения
- Сын — Саитов Георгий Олегович, 2015 года рождения